# 台灣油症受害者支持協會
台灣油症受害者支持協會成立於2009年10月17日，由於台灣在1979年發生了嚴重的公害事件：米糠油中毒事件，台灣油症受害者支持協會即是為了爭取多氯聯苯中毒受害者之權益而成立。
從2008年起，協會即開始陸續籌備，透過受害者眾多的台中縣(今台中市)惠明學校並且也是受害者之一的創辦人陳淑靜以及台大醫學院教授郭育良等人的合作，終於在2009年成立，希望協會的組成能夠有效的監督政府，並爭取油症受害者的權益。
協會成立當日於國立台灣大學醫學院附設醫院健康教育中心舉行第一次會員大員。
2011年1月15日舉行第二次會員大會暨研討座談會。該次大會邀請日本油症受害者支持團體與國內法律學者進行交流，並向政府提出呼籲，包含：「建立油症受害者判斷標準；設立專責機構或成立單一窗口，並全面做血液中多氯聯苯濃度檢測；將油症列為重大傷病，以永久有效的「重大傷病免自行部分負擔證明卡」代替現行「油症卡」；並進行國家賠償與立法(油症受害者救濟法、污染物之公害立法等)的倡議。」

## 成立宗旨
根據台灣油症受害者支持協會的章程第三條，協會成立的宗旨包括七大項：
「(一) 確認油症受害者及其後代之身分並保障其權益
(二) 增進油症受害者及其後代相互支持、鼓勵與關懷
(三) 促進社會大眾對油症受害者及其後代之瞭解與協助
(四) 協助油症受害者及其後代獲得妥善醫療及相關救濟補償
(五) 推動油症受害者其後代就醫之相關權益、法案研究與訂定
(六) 促進油症受害者及其後代相關醫學與研究之發展
(七) 促進國際多氯聯苯中毒相關研究資訊交流、聯合國際多氯聯苯中毒之相關組織，推動跨國合作及交流」
而曾有協會會員向理事會提出建議，就協會成立宗旨的第一項提出疑慮：『若是實行「確認身分」的動作，必然面對到如何劃定「受害者及其後代」界線的問題，因而產生擴大或縮小的相對立場，而最後不免交由主管機關認定』。該會員認為「第一項應作為抽象的支持受害者及其後代的基本運動理念，因為沒有人有解決歷史的資格。」是以該會員建議油症受害者及其後代之身分確認應永不間斷地持續探究之。

## 油症患者健康照護

### 監督、與政府合作
台灣油症受害者支持協會自成立以後便與行政院衛生署國民健康局密切聯繫，以監督政府對於油症受害者的照護措施，並搭起政府與油症受害者之間的橋樑。
2009年12月2日起國民健康局於台中豐原醫院及彰化基督教醫院開設「多氯聯苯油症特別門診」，油症患者可以不用支付門診部分負擔醫療費用。
2009年11月26日行政院衛生署函請協會就現行「油症患者就診卡」紙卡以身分註記於IC卡代替的推動，因涉及個人隱私問題，請求協會逐一徵求個案的同意並做成彙整。之後在2010年3月29日健保局公告「健保IC卡存放內容」健保資料段新增「4A-3,油症註記」，並在2010年7月1日開始實施。

### 推動油症受害者救濟法
2011年，多氯聯苯中毒事件發生已超過30年，鑒於政府仍未能規劃制度完備的油症受害者救濟制度，並且怠於執行應對油症受害者進行損害賠償，協會因而提出「油症受害者救濟法」草案，以使油症受害者及其後代獲得妥善醫療照護及相關救濟補償、促進油症受害者及其後代相關醫學與研究之發展、促進國際多氯聯苯中相關研究資訊交流、並對身心遭受痛苦之油症受害者給予撫慰。其中並在第18條中列有反歧視條款，以使油症受害者在生活各方面受到尊重及保障。
而後於2011年6月24日舉行 「落實油症受害者照護」公聽會，衛生署針對公聽會所做成的決議，主張衛生署已經於2011年4月29日已召開「台日油症健康照護研討會」，參考日本對油症患者照護政策，作出以下具體作為：與油症受害者進行座談以了解需求、研議「多氯聯苯中毒患者健康照護服務實施要點(草案)」。之後，衛生署又於2011年7月21日召開研議「油症受害者救濟法」會議，會議結果認為「(一)依據大法官解釋第443號解釋，給付行政為涉及重大公益事項，或侵害、干預人民權益，才應予以立法，而本案非屬侵害、干預或給付行政之重大事項，故尚無創制新法的必要性；(二)已在研擬「多氯聯苯中毒會者健康照誤服務實施要點(草案)」；(三)若油症受害者救濟法草案條文有可行之條文，仍考慮增列於「多氯聯苯中毒會者健康照誤服務實施要點(草案)」中。」基於上述而認為沒有立法的必要。
2013年5月、10月分別爆發了毒澱粉事件及大統黑心油事件，11月協會呼籲儘速通過油症受害者救濟法立法。2014年又爆發頂新餿水油事件，使劣質油品造成的食安問題再度受到關注，促成了2015年《油症患者健康照護服務條例》三讀通過。